# Being Human (telessérie de 2011)

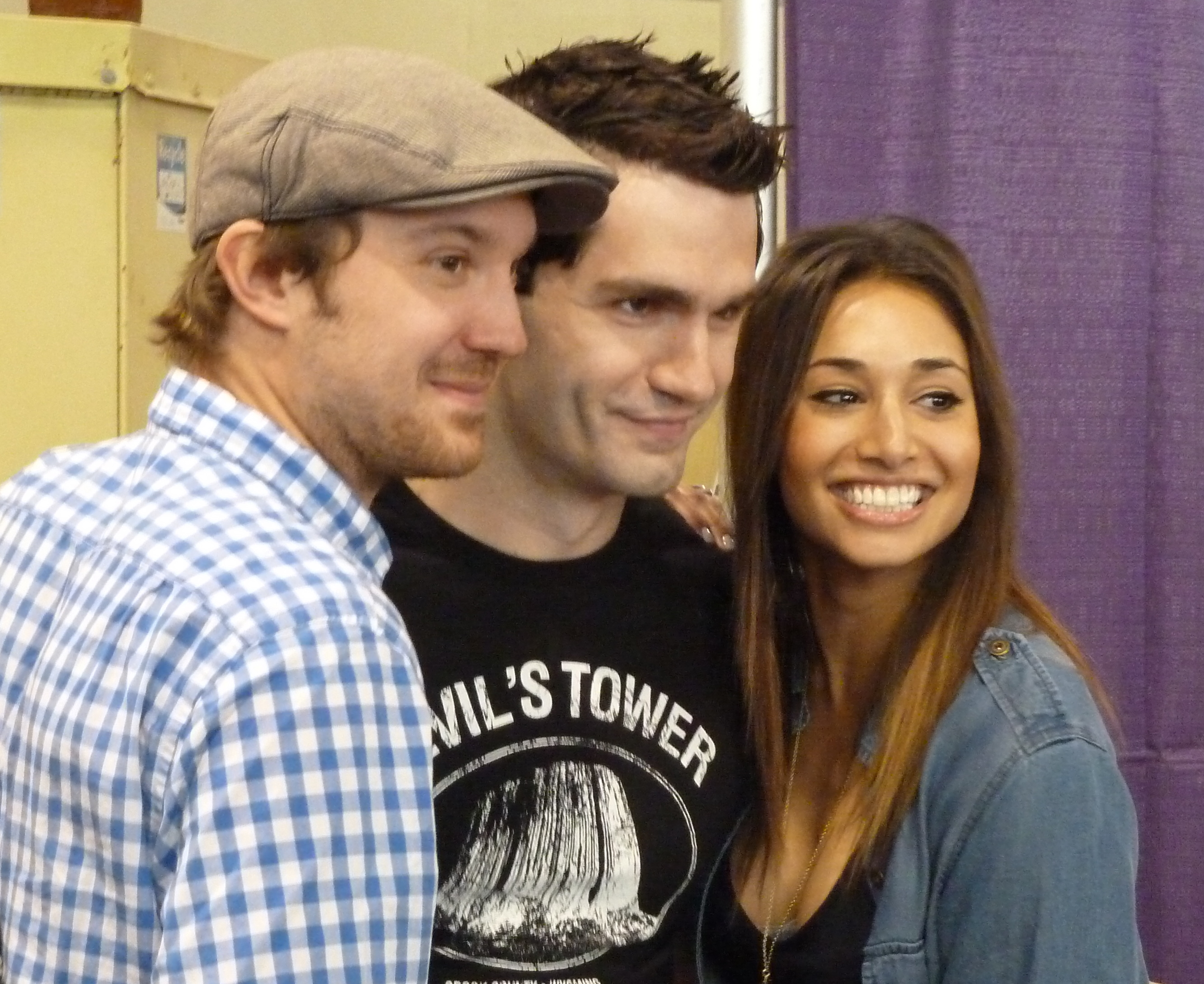
O elenco de Being Human (da esquerda para a direita, Sam Huntington, Samuel Witwer, Meaghan Rath), na cidade de Toronto, Canadá, em 2012

Being Human é uma série de televisão transmitida pela Syfy nos EUA e pela Space no Canadá. É baseada na série britânica de mesmo nome feita pela BBC.

## Sinopse
A série gira em torno de três colegas de quarto que parecem estar nos seus vinte anos, que tentam viver uma vida normal apesar de serem um vampiro, um lobisomem e um fantasma.

## Elenco e Personagens

### Elenco Principal
| Ator            | Personagem    | Nota |
| --------------- | ------------- | --- |
| Samuel Witwer   | Aidan Waite   | um vampiro, correspondente a Mitchell na série britânica. O personagem tem o mesmo nome do ator Aidan Turner, que interpreta Mitchell na versão original. |
| Sam Huntington  | Josh Radcliff | um lobisomem, correspondendo a George na série britânica. |
| Meaghan Rath    | Sally Malik   | um fantasma, correspondendo a Annie na série britânica. |
| Mark Pellegrino | Bishop        | James Bishop, nascido na Inglaterra, tornou-se um vampiro no século XVII. Ele transformou Aidan em vampiro durante a Guerra da Independência dos Estados Unidos . O personagem corresponde a Herrick na série britânica, apesar de Sam Witwer disse a um entrevistador: "Bishop não é Herrick. Nem um pouco. Eles não são o mesmo cara." |

### Elenco Recorrente
| Ator          | Personagem | Nota |
| ------------- | ---------- | --- |
| Sarah Allen   | Rebecca    | Uma vampira jovem, atacada por Aidan em um momento de fraqueza, e transformada em seguida por Bishop, ela serve como interesse amoroso de Aidan. Ela tenta se alimentar de Josh, mas descobre que ele é um lobisomem. Ela corresponde á personagem de Lauren na série original. |
| Alison Louder | Emily      | A irmã de Josh, é lésbica. Ela se abre com Josh antes que este se transformasse em lobisomem e obrigado a desaparecer. Ela o encontra acidentalmente, enquanto visitava sua namorada que era uma paciente no hospital em que ele trabalha.                                      |

## Produção
Em 28 de junho, a Entertainment Weekly informou que o ator Samuel Witwer assinou para interpretar o vampiro Aidan no remake, e que Meaghan Rath tinha assinado para fazer a fantasma Sally com Sam Huntington, perto de um acordo para fazer o lobisomem Josh. Em 7 de julho, foi anunciado que Mark Pellegrino de Lost e Supernatural iria se juntar ao elenco como "o carismático, mas ameaçador mentor de Aidan, Bishop".